# Cratylus

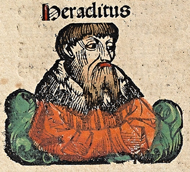

Cratylus (Oudgrieks: Κρατύλος / Kratýlos) was een Griekse sofist die vooral bekend is geworden vanwege zijn rol in Plato's gelijknamige dialoog. Cratylus radicaliseerde Heraclitus' stelling dat alles in beweging is. Het zou erop neerkomen dat communicatie eigenlijk onmogelijk wordt: zodra iets wordt medegedeeld, verandert het al, zodat de ontvanger het al niet zo opvat als de boodschapper het mededeelde. Cratylus stemt in de dialoog (439d) dan ook in met Socrates als deze aangeeft dat het bij verandering om verschillende dingen gaat: als er iets is wat eerst A is en dan B, verandert het zelf; de moeilijkheid ligt er dan in, een stabiele eenheid waarin A respectievelijk B zou bestaan te onderscheiden. Hierop trekt Socrates de conclusie (440a) dat men kan stellen dat er geen kennis mogelijk is als dingen steeds veranderen.
- Gemeinsame Normdatei: 102385955
- Virtual International Authority File: 47152640
- WorldCat: E39PBJjMGxDwBgtWwVTDbqBgKd